# 2012 w muzyce
Wydarzenia muzyczne w 2012 roku.

## Wydarzenia

### Koncerty
- 15 lutego – Sting, Warszawa, Sala Kongresowa[1]
- 7 kwietnia – Chris Botti, Warszawa, Sala Kongresowa[2]
- Koncerty Nazareth[3]:
  - 12 kwietnia, Poznań, Klub Eskulap
  - 13 kwietnia, Warszawa, Klub Progresja
  - 14 kwietnia, Gdynia, Klub Ucho
  - 16 kwietnia, Lublin, Klub Graffiti
  - 17 kwietnia, Katowice, Megaclub
- 14 kwietnia – Judas Priest, Katowice, Spodek[4]
- Koncerty Red Box[5]:
  - 15 kwietnia, Warszawa, Klub „Stodoła”
  - 17 kwietnia, Kraków, Klub Kwadrat
  - 18 kwietnia, Wrocław, Klub Alibii
- 5 maja – Killing Joke, Wrocław, Browar Mieszczański[6]
- 10 maja – Metallica, Warszawa, Bemowo (w ramach Sonisphere Festival)[7]
- 13 maja – Peter Gabriel, Oświęcim (w ramach LIfe Festival Oświęcim)[8]
- 1 czerwca
  - Slayer, Warszawa (w ramach Ursynalia – Warsaw Student Festival)[9]
  - Limp Bizkit, Warszawa (w ramach Ursynalia – Warsaw Student Festival)[9]
- 30 czerwca
  - Premiera koncertowa pierwszego polskiego awangardowego oratorium „Terrarium” w Kościele św. Andrzeja Boboli w Bydgoszczy. Autorami są Jarosław Pijarowski i Józef Skrzek. Materiał muzyczny z tego wydarzenia został opublikowany na płycie Terrarium – Live in Bydgoszcz[10]
- 4 lipca
  - Björk, Gdynia (w ramach Open’er Festival)[11]
  - New Order, Gdynia (w ramach Open’er Festival)[11]
  - Gogol Bordello, Gdynia (w ramach Open’er Festival)
  - Faith No More, Poznań (w ramach Malta Festival)[12]
- 5 lipca
  - Bon Iver, Gdynia (w ramach Open’er Festival)[13]
- 7 lipca – Queen + Adam Lambert, Wrocław, Stadion Miejski (w ramach Rock In Wrocław Festival)[14]
- 11/12 lipca – Guns N’ Roses, Rybnik[15]
- 14 lipca – 1 września – Męskie Granie, Warszawa, Kraków, Gdańsk, Poznań, Wrocław, Żywiec[16]
- 24 lipca – Roxette, Gdańsk / Sopot, Ergo Arena[17]
- 27 lipca – Red Hot Chili Peppers, Warszawa, Bemowo (w ramach Impact Festival)[18]
- 1 sierpnia – Madonna, Warszawa, Stadion Narodowy[19]
- 4 sierpnia – Iggy Pop i The Stooges, Katowice (w ramach Off Festival)[20]
- 11 sierpnia
  - The Roots, Kraków (w ramach Coke Live Music Festival)[21]
  - The Killers, Kraków (w ramach Coke Live Music Festival)[21]
- 12 sierpnia
  - Snoop Dogg, Kraków (w ramach Coke Live Music Festival)[22]
  - Placebo, Kraków (w ramach Coke Live Music Festival)[22]
- 25 sierpnia – The Exploited (w ramach Cieszanów Rock Festiwal)[23]
- 31 sierpnia – Scorpions, Wrocław, Zajezdnia (w ramach festiwalu wROCK For Freedom)[24]
- 19 września – Coldplay, Warszawa, Stadion Narodowy[25]
- 27 września – Jennifer Lopez, Gdańsk, PGE Arena Gdańsk[26]
- 6 października – Robert Cray, Katowice, Spodek (w ramach Rawa Blues Festival)[27]
- 14 października – The Cranberries, Warszawa, Torwar (pierwotnie planowany na 26 czerwca; przeniesiony z powodów osobistych wokalistki)[28]
- 28 października – Steve Vai, Warszawa, Klub „Stodoła”[29]
- 5 listopada – Gotye, Warszawa, Hala Torwar[30]
- 21 listopada – Sting, Łódź, Atlas Arena[31]
- Koncerty Marillion:
  - 27 listopada, Wrocław, Hala Orbita[32]
  - 28 listopada, Kraków, Klub Studio[33]
  - 29 listopada, Warszawa, Klub „Stodoła”[34]

### Festiwale
- 2-9 kwietnia – 9. Festiwal Misteria Paschalia, Kraków[35]
- 27-29 kwietnia – Siesta Festival, Gdańsk[36].
- 3-5 maja – Asymmetry Festival 4.0, Wrocław, Browar Mieszczański[6]
- 10–13 maja – Life Festival Oświęcim[37]
- 17-20 maja – Nowa Tradycja, Warszawa, Studio Koncertowe Polskiego Radia im. Witolda Lutosławskiego
- 19-26 maja – 51. Festiwal Muzyczny w Łańcucie[38]
- 1-3 czerwca – Ursynalia – Warsaw Student Festival, Warszawa[9]
- 4-7 lipca – Open’er Festival, Gdynia[39]
- 20-22 lipca – Jarocin Festiwal[40]
- 2-4 sierpnia – Przystanek Woodstock, Kostrzyn nad Odrą[41]
- 3-5 sierpnia – Off Festival, Katowice[42]
- 11-12 sierpnia – Coke Live Music Festival, Kraków[43]
- 17–18 sierpnia – XXIV edycja festiwalu „Gitarą i piórem”, Karpacz
- 24-26 sierpnia – Cieszanów Rock Festiwal[44]
- 1-9 września Wratislavia Cantans, Wrocław i Dolny Śląsk[45]
- 9-17 września – Sacrum Profanum, Kraków
- 21-29 września – Warszawska Jesień, Warszawa[46]
- 6 października – Rawa Blues Festival, Katowice, Spodek[27]
- 26-28 października – Soundedit ’12, Łódź, Polska[47]

### Inne
- 29 kwietnia – powrót Kevina Richardsona do Backstreet Boys
- Został założony brytyjski zespół indiepopowy Teleman[48]

## Urodzili się
- 7 stycznia – Blue Ivy Carter, amerykańska piosenkarka, córka Beyoncé Knowles i Jaya-Z
- 1 lutego – Anabella Queen, wenezuelska piosenkarka
- 4 lutego – Victory Brinker, amerykańska piosenkarka
- 21 marca – Virginia Bocelli, włoska śpiewaczka operowa
- 27 czerwca – Makayla Malaka, brytyjsko-nigeryjska piosenkarka i tancerka
- 28 czerwca – Stelios Kerasidis, grecki pianista i kompozytor
- 1 lipca – Fresh Kid UG, ugandyjski raper
- 22 sierpnia – Baste Granfon, filipiński aktor, prezenter telewizyjny i piosenkarz
- 21 września – Maya Yankowskaya, rosyjska piosenkarka, blogerka i aktorka

## Zmarli
- 1 stycznia
  - Yafa Yarkoni – izraelska piosenkarka (ur. 1925)[49]
- 2 stycznia
  - Larry Reinhardt – amerykański gitarzysta rockowy (ur. 1948)[50]
- 3 stycznia
  - Bob Weston – brytyjski gitarzysta rockowy, muzyk grupy Fleetwood Mac (ur. 1947)[51]
- 8 stycznia
  - Alexis Weissenberg – francuski pianista żydowskiego pochodzenia (ur. 1929)[52]
- 12 stycznia
  - Piotr Krystek – polski muzyk, w latach 1980–1981 wokalista poznańskiej grupy rockowej Turbo (ur. 1957)[53][54]
- 13 stycznia
  - Zbigniew Wegehaupt – polski kontrabasista jazzowy (ur. 1954)[55]
- 16 stycznia
  - Jimmy Castor – amerykański kompozytor muzyki rozrywkowej (ur. 1940)[56]
  - Gustav Leonhardt, holenderski klawesynista, organista, dyrygent, muzykolog i wykładowca akademicki (ur. 1928)[57]
- 17 stycznia
  - Johnny Otis – amerykański piosenkarz (ur. 1921)[58]
- 19 stycznia
  - Winston Riley – jamajski producent muzyczny i autor tekstów piosenek (ur. 1946)[59]
- 20 stycznia
  - Larry Butler – amerykański producent muzyki country, znany ze współpracy z Kenny Rogersem (ur. 1942)[60]
  - Etta James – amerykańska piosenkarka (ur. 1938)[61]
- 21 stycznia
  - Paavo Berglund – fiński dyrygent (ur. 1929)[62]
  - Irena Jarocka – polska piosenkarka (ur. 1946)[63]
- 22 stycznia
  - Rita Gorr – belgijska śpiewaczka operowa (mezzosopran) (ur. 1926)[64]
- 25 stycznia
  - Dick Kniss – amerykański basista grupy Peter, Paul and Mary (ur. 1937)[65]
  - Mark Reale – amerykański gitarzysta grupy Riot (ur. 1955)[66]
- 29 stycznia
  - Camilla Williams – amerykańska, czarnoskóra śpiewaczka operowa (sopran) (ur. 1919)[67]
- 31 stycznia
  - Leslie Carter – amerykańska piosenkarka (ur. 1986)[68]
- 1 lutego
  - Ton de Kruyf – holenderski kompozytor (ur. 1937)[69]
- 2 lutego
  - Jarosław Lisakowski – polski etnomuzykolog (ur. 1920)[70]
- 3 lutego
  - Norbert Blacha – polski muzyk, kompozytor, aranżer, pianista, organista, realizator dźwięku i pedagog (ur. 1959)[71]
  - Aleksander Bronisław Ciechański – polski wiolonczelista (ur. 1927)
  - Mikołaj Lipowski – polski miłośnik jazzu, wykładowca uniwersytecki, wiceprezes Polskiego Stowarzyszenia Jazzowego (ur. 1944)[72]
- 11 lutego
  - Whitney Houston – amerykańska laureatka nagrody Grammy, piosenkarka pop i R&B, aktorka, producentka filmowa, aranżerka, autorka piosenek, modelka (ur. 1963)[73]
- 12 lutego
  - Elena Kittnarová – słowacka śpiewaczka operowa (sopran) (ur. 1931)[74]
- 14 lutego
  - Tonmi Lillman – fiński muzyk rockowy, perkusista grupy Lordi (ur. 1973)[75]
  - Dory Previn – amerykańska wokalistka i kompozytorka, autorka tekstów piosenek (ur. 1925)[76]
- 15 lutego
  - Charles Anthony – amerykański śpiewak (tenor) (ur. 1929)[77]
- 17 lutego
  - Michael Davis – amerykański muzyk rockowy, basista grupy MC5 (ur. 1943)[78]
- 18 lutego
  - Elizabeth Connell – południowoafrykańska śpiewaczka operowa (ur. 1946)[79]
- 21 lutego
  - Chris Reimer – kanadyjski muzyk rockowy, wokalista i gitarzysta grupy Women (ur. 1986)[80]
- 22 lutego
  - Mike Melvoin – amerykański pianista jazzowy, kompozytor (ur. 1937)[81]
  - Dmitri Nabokov – amerykański śpiewak operowy i tłumacz, syn pisarza Vladimira Nabokova (ur. 1934)[82]
  - Billy Strange – amerykański kompozytor, autor piosenek, producent muzyczny, gitarzysta i aktor (ur. 1930)[83]
- 25 lutego
  - Maurice André – francuski instrumentalista, trębacz klasyczny (ur. 1933)[84]
  - Tadeusz A. Zieliński – polski muzykolog, krytyk muzyczny, autor książek o muzyce XX wieku (ur. 1931)[85]
- 28 lutego
  - Gjenovefa Heba – albańska śpiewaczka operowa (sopran) (ur. 1933)[86]
- 29 lutego
  - Davy Jones – brytyjski aktor, muzyk, wokalista grupy The Monkees (ur. 1945)[87]
- 1 marca
  - Lucio Dalla – włoski piosenkarz (ur. 1943)[88]
- 3 marca
  - Ronnie Montrose – amerykański gitarzysta rockowy (ur. 1947)[89]
- 5 marca
  - Robert B. Sherman – amerykański autor tekstów piosenek z disneyowskich filmów (ur. 1925)[90]
- 11 marca
  - Bogusław Mec – polski piosenkarz, artysta plastyk, kompozytor (ur. 1947)[91]
- 12 marca
  - Mike Hossack – amerykański muzyk rockowy, perkusista grupy The Doobie Brothers (ur. 1946)[92]
- 14 marca
  - Stanisław Fijałkowski – polski śpiewak ludowy (ur. 1928)[93]
- 18 marca
  - Jadwiga Kaliszewska – polska skrzypaczka, profesor Akademii Muzycznej w Poznaniu (ur. 1936)[94]
- 23 marca
  - Eric Lowen – amerykański gitarzysta poprockowy, muzyk duetu Lowen & Navarro (ur. 1951)[95]
- 28 marca
  - Aleksandr Harutiunian – ormiański kompozytor (ur. 1920)[96]
  - Earl Scruggs – amerykański muzyk country i bluegrass, wirtuoz banjo (ur. 1924)[97]
- 1 kwietnia
  - Herbert Mogg – austriacki kompozytor i dyrygent (ur. 1927)[98]
- 2 kwietnia
  - Jimmy Little – aborygeński muzyk, kompozytor, gitarzysta i wokalista (ur. 1937)[99]
- 5 kwietnia
  - Jim Marshall – angielski biznesmen i konstruktor, jeden z pionierów w dziedzinie konstrukcji wzmacniaczy gitarowych, założyciel firmy Marshall Amplification (ur. 1923)[100]
  - Barney McKenna – irlandzki muzyk grający na bandżo, mandolinie i akordeonie (ur. 1939)[101]
- 8 kwietnia
  - Jane Taylor – amerykański fagocista, muzyk zespołu Dorian Quintet (ur. 1932)[102]
- 9 kwietnia
  - José Guardiola – hiszpański piosenkarz (ur. 1930)[103]
- 10 kwietnia
  - Barbara Buchholz – niemiecka kompozytorka (ur. 1959)[104]
  - Lili Chookasian – amerykańska śpiewaczka operowa urodzona w Armenii (ur. 1921)[105]
  - Richie Teeter – amerykański perkusista rockowy (ur. 1951)[106]
- 11 kwietnia
  - Hal McKusick – amerykański saksofonista, klarnecista i flecista (ur. 1924)[107]
- 12 kwietnia
  - Andrew Love – amerykański saksofonista (ur. 1941)[108]
  - Stefánia Moldován – węgierska śpiewaczka operowa (ur. 1931)[109]
- 13 kwietnia
  - Margarita Lilova – bułgarska śpiewaczka operowa (ur. 1935)[110]
- 15 kwietnia
  - Krzysztof Puszyński – polski muzyk, akordeonista grupy Golec uOrkiestra (ur. 1958)[111]
- 16 kwietnia
  - Sári Barabás – węgierska śpiewaczka operowa (ur. 1914)[112]
  - Teddy Charles – amerykański muzyk jazzowy i kompozytor, wibrafonista, pianista i perkusista (ur. 1928)[113]
- 17 kwietnia
  - Dimitris Mitropanos – grecki piosenkarz (ur. 1948)[114]
- 18 kwietnia
  - Ireneusz Bogajewicz – polski muzyk, wirtuoz skrzypiec (ur. 1921)[115]
- 19 kwietnia
  - Levon Helm – amerykański muzyk rockowy, multiinstrumentalista i wokalista, perkusista The Band (ur. 1940)[116]
- 20 kwietnia
  - Joe Muranyi – amerykański klarnecista jazzowy, muzyk zespołu Louisa Armstronga (ur. 1928)[117]
  - Bert Weedon – brytyjski gitarzysta i kompozytor (ur. 1920)[118]
- 23 kwietnia
  - Chris Ethridge – amerykański muzyk country rock, basista zespołu The Flying Burrito Brothers (ur. 1947)[119]
  - Hugo Fiorato – amerykański dyrygent (ur. 1914)[120]
  - Veriano Luchetti – włoski śpiewak operowy (tenor) (ur. 1939)[121]
- 25 kwietnia
  - Moscelyne Larkin – amerykańska tancerka (ur. 1925)[122]
- 26 kwietnia
  - Pete Fornatale – amerykański dziennikarz radiowy, disc jockey (ur. 1945)[123]
  - Bogumił Winiarski – polski muzyk, kapelmistrz i dyrygent (ur. 1941)[124]
- 28 kwietnia
  - Giorgio Consolini – włoski piosenkarz, zwycięzca Festiwalu Piosenki Włoskiej w San Remo (1954) (ur. 1920)[125]
- 29 kwietnia
  - Joel Goldsmith – amerykański kompozytor muzyki do filmów, seriali oraz gier komputerowych (ur. 1957)[126]
  - Leonard Śliwa – polski popularyzator muzyki koźlarskiej, instrumentalista, regionalista (ur. 1951)[127]
- 3 maja
  - Lloyd Brevett – jamajski kontrabasista, muzyk sesyjny Studia One, współzałożyciel zespołu The Skatalites; jeden z prekursorów muzyki ska i rocksteady (ur. 1931)[128]
- 4 maja
  - Mort Lindsey – amerykański kompozytor, lider big-bandów i akompaniator gwiazd (ur. 1923)[129]
  - Adam Yauch – amerykański muzyk, raper grupy Beastie Boys (ur. 1964)[130]
- 5 maja
  - Joe Russell – amerykański piosenkarz, muzyk grupy wokalnej The Persuasions (ur. 1939)[131]
- 8 maja
  - Charles Everett Lilly – amerykański muzyk grający w stylu bluegrass (ur. 1924)[132]
  - Roman Totenberg – polski skrzypek i pedagog (ur. 1911)[133]
- 13 maja
  - Donald Dunn – amerykański muzyk, basista grupy Booker T. and the M.G.'s i The Blues Brothers (ur. 1941)[134]
- 16 maja
  - Maria Bieșu – mołdawska śpiewaczka operowa (sopran) (ur. 1935)[135]
  - Chuck Brown – amerykański piosenkarz i gitarzysta, twórca odmiany muzyki funk zwanej go-go (ur. 1936)[136]
  - Doug Dillard – amerykański muzyk country rock i bluegrass, wirtuoz banjo (ur. 1937)[137]
- 17 maja
  - Warda Al-Dżazairia – algierska piosenkarka (ur. 1939)[138]
  - Donna Summer – amerykańska wokalistka muzyki disco i gospel (ur. 1948)[139]
- 18 maja
  - Dietrich Fischer-Dieskau – niemiecki śpiewak operowy (baryton) (ur. 1925)[140]
- 20 maja
  - Robin Gibb – brytyjski muzyk, członek zespołu Bee Gees (ur. 1949)[141]
- 21 maja
  - Eddie Blazonczyk – amerykański muzyk polskiego pochodzenia (ur. 1941)[142]
- 28 maja
  - Dieter Schönbach – niemiecki kompozytor (ur. 1931)[143]
- 29 maja
  - Doc Watson – amerykański gitarzysta, autor piosenek i piosenkarz folkowy (ur. 1923)[144]
- 30 maja
  - Pete Cosey – amerykański muzyk bluesowy i jazzowy; gitarzysta zespołu Milesa Davisa w latach 1973–1975 (ur. 1943)[145]
- 4 czerwca
  - Eduard Chil – rosyjski piosenkarz barytonowy. Laureat nagrody Artysty Narodowego RFSRR (ur. 1934)[146]
  - Herb Reed – amerykański muzyk, wokalista grupy The Platters (ur. 1953)[147]
- 7 czerwca
  - Bob Welsh – amerykański muzyk rockowy i jazzowy, znany z grupy Fleetwood Mac (ur. 1946[148][149] lub 1945[148][150])
- 8 czerwca
  - Jerzy Lamorski – polski muzyk i kompozytor, wirtuoz akordeonu (ur. 1950)[151]
- 9 czerwca
  - Abram Wilson – amerykański trębacz i kompozytor jazzowy (ur. 1973)[152]
- 13 czerwca
  - Mehdi Hassan – pakistański piosenkarz (ur. 1927)[153]
  - Frances Williams – amerykańska menedżer muzyczna (ur. 1928)[154]
- 15 czerwca
  - Rune Gustafsson – szwedzki gitarzysta jazzowy (ur. 1933)[155]
  - Stefan Stuligrosz – polski dyrygent chórów, twórca Chóru Chłopięco-Męskiego Poznańskie Słowiki, kompozytor; Kawaler Orderu Orła Białego (ur. 1920)[156]
- 16 czerwca
  - Krystyna Sadowska-Nizowicz, polska piosenkarka, wokalistka grupy wokalnej Filipinki (ur. 1945)[157]
- 18 czerwca
  - Calvin Marsh – amerykański śpiewak operowy (baryton) (ur. 1921)[158]
- 19 czerwca
  - Bohdan Kendelewicz – polski gitarzysta, gitarzysta basowy, kompozytor (ur. 1943)[159]
- 21 czerwca
  - Richard Adler – amerykański kompozytor i autor tekstów, twórca popularnych musicali Broadwayowskich (ur. 1921)[160]
- 23 czerwca
  - Brigitte Engerer – francuska pianistka (ur. 1952)[161]
- 27 czerwca
  - Don Grady – amerykański aktor, muzyk i kompozytor (ur. 1944)[162]
- 30 czerwca
  - Yomo Toro – portorykański muzyk, wirtuoz mandoliny (ur. 1933)[163]
- 1 lipca
  - Evelyn Lear – amerykańska śpiewaczka operowa (ur. 1926)[164]
- 9 lipca
  - Marine Jaszwili – gruzińska, radziecka i rosyjska skrzypaczka i pedagog (ur. 1932)[165]
- 10 lipca
  - Maria Cole – amerykańska piosenkarka, matka Natalie Cole (ur. 1922)[166]
  - Wiktor Suslin – rosyjski kompozytor (ur. 1942)[167]
- 15 lipca
  - Zenon Bester – polski śpiewak operowy i musicalowy (bas-baryton) (ur. 1937)[168]
- 16 lipca
  - Bob Babbitt – amerykański muzyk sesyjny, basista grupy Funk Brothers (ur. 1937)[169]
  - Jon Lord – brytyjski muzyk rockowy, klawiszowiec zespołu Deep Purple (ur. 1941)[170]
  - Kitty Wells – amerykańska piosenkarka country (ur. 1919)[171]
- 17 lipca
  - İlhan Mimaroğlu – turecki kompozytor muzyki elektronicznej i producent muzyczny (ur. 1926)[172]
- 19 lipca
  - Teresa May-Czyżowska – polska śpiewaczka operowa (sopran) (ur. 1935)[173]
- 27 lipca
  - Tony Martin – amerykański aktor i piosenkarz (ur. 1913)[174]
- 2 sierpnia
  - Marguerite Piazza – amerykańska śpiewaczka operowa (ur. 1926)[175]
  - Tomasz Szukalski – polski saksofonista jazzowy, kompozytor i aranżer (ur. 1947)[176]
  - Mihaela Ursuleasa – rumuńska pianistka (ur. 1978)[177]
- 4 sierpnia
  - Johnnie Bassett – amerykański muzyk bluesowy; gitarzysta, piosenkarz i autor tekstów piosenek (ur. 1935)[178]
- 5 sierpnia
  - Klemens Kamiński – polski organista, improwizator, dyrygent, kompozytor, pedagog (ur. 1940)[179][180]
  - Chavela Vargas – meksykańska pieśniarka (ur. 1919)[181]
- 6 sierpnia
  - Richard Cragun – amerykański tancerz baletowy (ur. 1944)[182]
  - Marvin Hamlisch – amerykański kompozytor muzyki filmowej (ur. 1944)[183]
  - Ruggiero Ricci – amerykański skrzypek (ur. 1918)[184]
- 9 sierpnia
  - Carl Davis – amerykański producent muzyczny (ur. 1934)[185]
- 11 sierpnia
  - Von Freeman – amerykański saksofonista jazzowy (ur. 1923)[186]
- 12 sierpnia
  - Willa Ward – amerykańska piosenkarka gospel (ur. 1920)[187]
- 18 sierpnia
  - Scott McKenzie – amerykański piosenkarz, najbardziej znany z piosenki „San Francisco (Be Sure to Wear Flowers in Your Hair)” (ur. 1939)[188]
- 19 sierpnia
  - Donal Henahan – amerykański krytyk muzyczny (ur. 1921)[189]
- 23 sierpnia
  - Byard Lancaster – amerykański saksofonista jazzowy (ur. 1942)[190]
- 24 sierpnia
  - Krystyna Nyc-Wronko – polska śpiewaczka operetkowa (sopran), wieloletnia primadonna Teatru Muzycznego w Łodzi, żołnierz AK (ur. 1923)[191]
- 25 sierpnia
  - Jurij Gurow – rosyjski piosenkarz, muzyk grupy Łaskowyj Maj (ur. 1971)[192]
- 26 sierpnia
  - Jerry Gordon – amerykański gitarzysta jazzowy (ur. 1954)[193]
- 28 sierpnia
  - Grzegorz Wawrzeńczyk – polski muzyk rockowy i folkowy, debiutował w zespole IRA (ur. 1966)[194]
- 29 sierpnia
  - Marek Sochacki – polski muzyk, autor, kompozytor, piosenkarz, bard, animator kultury i pedagog (ur. 1956)[195]
- 30 sierpnia
  - Chris Lighty – amerykański raper i producent muzyczny (ur. 1968)[196]
- 31 sierpnia
  - Max Bygraves – angielski performer, komik, piosenkarz, aktor (ur. 1922)[197]
  - Marian Narkowicz – polski muzyk rockowy, współzałożyciel grupy Cytrus i Korba (ur. 1954)[198]
- 1 września
  - Hal David – amerykański autor tekstów piosenek, laureat nagrody Oscara za piosenkę „Raindrops Keep Fallin on My Head” z filmu Butch Cassidy i Sundance Kid (ur. 1921)[199]
- 2 września
  - Mark Abrahamian – amerykański gitarzysta rockowy, członek grupy Starship (ur. 1966)[200]
  - Emmanuel Nunes, portugalski kompozytor i pedagog (ur. 1941)[201]
- 3 września
  - Waldemar Kocoń – polski muzyk, piosenkarz i autor piosenek (ur. 1949)[202]
- 5 września
  - Joe South – amerykański wokalista, gitarzysta i autor tekstów, wyróżniony Nagrodą Grammy (ur. 1940)[203]
- 7 września
  - Dorothy McGuire – amerykańska piosenkarka, znana z trio The McGuire Sisters (ur. 1928)[204]
- 13 września
  - Stefan Rembowski – polski kompozytor, pianista, aranżer i autor tekstów (ur. 1923)[205]
  - Marek Siwek – polski niepełnosprawny wokalista i autor tekstów, znany m.in. ze współpracy z zespołem Lombard (ur. 1958)[206]
- 18 września
  - Wiesław Damięcki – polski kontrabasista i basista jazzowy (ur. 1941)[207]
- 21 września
  - José Curbelo – kubański muzyk jazzowy (ur. 1917)[208]
  - Zdzisław Nikodem – polski śpiewak operowy (ur. 1931)[209]
- 22 września
  - Howard H. Scott – amerykański producent muzyczny, współtwórca płyty gramofonowej o prędkości 33⅓ obr./min, zdobywca nagrody Grammy (ur. 1920)[210]
- 23 września
  - Andrzej Chłopecki – polski muzykolog, teoretyk, krytyk muzyczny (ur. 1950)[211]
- 25 września
  - Billy Barnes – amerykański kompozytor i autor tekstów (ur. 1927)[212]
  - Andy Williams – amerykański piosenkarz solowy (ur. 1927)[213]
- 27 września
  - Eddie Bert – amerykański puzonista jazzowy (ur. 1922)[214]
  - R.B. Greaves – amerykański piosenkarz popowy (ur. 1943)[215]
  - Frank Wilson – amerykański producent muzyczny i kompozytor, związany z wytwórnią Motown (ur. 1940)[216]
- 2 października
  - Big Jim Sullivan – angielski muzyk sesyjny, gitarzysta i aranżer (ur. 1941)[217]
- 3 października
  - Francis Burt – brytyjski kompozytor muzyki poważnej (ur. 1926)[218]
  - Danny Sims – amerykański producent muzyczny, znany ze współpracy z Bobem Marleyem (ur. 1936)[219]
- 5 października
  - Edward Mirzojan – ormiański kompozytor (zm. 2012)[220]
- 6 października
  - Nick Curran – amerykański gitarzysta i wokalista rockowy i bluesowy (ur. 1977)[221]
- 8 października
  - John Tchicai – duński saksofonista jazzowy (ur. 1936)[222]
- 9 października
  - Michel Schwalbé, polski skrzypek i pedagog (ur. 1919)
- 11 października
  - Frank Alamo – francuski piosenkarz (ur. 1941)[223]
- 17 października
  - Tadeusz Chmielewski – polski pianista i kameralista, profesor Akademii Muzycznej im. Grażyny i Kiejstuta Bacewiczów w Łodzi (ur. 1941)[224]
  - László Komár – węgierski piosenkarz (ur. 1944)[225]
- 18 października
  - David S. Ware – amerykański saksofonista jazzowy (ur. 1949)[226]
- 20 października
  - Przemysław Gintrowski – polski pieśniarz i kompozytor, legendarny bard „Solidarności” (ur. 1951)[227]
- 23 października
  - Michael Marra – szkocki muzyk, bard, piosenkarz, autor piosenek (ur. 1952)[228]
- 24 października
  - Bill Dees – amerykański muzyk country, znany ze współpracy z Royem Orbisonem (ur. 1939)[229]
- 27 października
  - Terry Callier – amerykański gitarzysta i piosenkarz jazzowy, soulowy i folkowy, autor piosenek (ur. 1945)[230]
  - Hans Werner Henze – niemiecki kompozytor (ur. 1926)[231]
  - Natina Reed – amerykańska aktorka, raperka, piosenkarka grupy Blaque (ur. 1979)[232]
- 1 listopada
  - Mitch Lucker – amerykański wokalista deathcore’owy, muzyk grupy Suicide Silence (ur. 1984)[233]
- 4 listopada
  - Ted Curson – amerykański trębacz jazzowy, znany ze współpracy z Charlesem Mingusem (ur. 1935)[234]
- 5 listopada
  - Elliott Carter – amerykański kompozytor (ur. 1908)[235]
  - Szymon Czech – polski producent muzyczny i inżynier dźwięku, muzyk, kompozytor i multiinstrumentalista (ur. ok. 1975)[236]
- 7 listopada
  - Cleve Duncan – amerykański piosenkarz rhythm and bluesowy, członek grupy The Penguins (ur. 1934 lub 1935)[237]
  - Richard Robbins – amerykański kompozytor filmowy (ur. 1940)[238]
- 9 listopada
  - Major Harris – amerykański piosenkarz (ur. 1947)[239]
- 14 listopada
  - Martin Fay – irlandzki muzyk, członek zespołu The Chieftains (ur. 1936)[240]
  - Maxim Saury – francuski muzyk jazzowy, klarnecista (ur. 1928)[241]
- 15 listopada
  - Frode Thingnæs – norweski muzyk jazzowy, puzonista, kompozytor (ur. 1940)[242]
- 18 listopada
  - Stan Greig – szkocki muzyk jazzowy; pianista, perkusista i bandleader (ur. 1930)[243]
  - Philip Ledger – brytyjski dyrygent, organista, kompozytor (ur. 1937)[244]
- 20 listopada
  - Flora Martirosyan – ormiańska piosenkarka (ur. 1957)[245]
  - Pete La Roca – amerykański perkusista jazzowy, kompozytor (ur. 1938)[246]
- 21 listopada
  - Austin Peralta – amerykański pianista jazzowy, kompozytor (ur. 1990)[247]
- 24 listopada
  - Ian Campbell – brytyjski muzyk folkowy, piosenkarz, gitarzysta (ur. 1933)[248]
  - Chris Stamp – brytyjski producent i menedżer muzyczny (ur. 1942)[249]
- 25 listopada
  - Earl Carroll – amerykański piosenkarz, wokalista grupy The Cadillacs (ur. 1937)[250]
  - Simeon ten Holt – holenderski kompozytor muzyki klasycznej (ur. 1923)[251]
- 28 listopada
  - Gloria Davy – amerykańska sopranistka, pierwsza afroamerykańska śpiewaczka operowa (ur. 1931)[252]
- 2 grudnia
  - Maria Fołtyn – polska śpiewaczka i reżyser operowy (ur. 1924)[253]
  - Radomir Reszke – polski dyrygent, kompozytor i pedagog muzyczny (ur. 1920)[254]
- 3 grudnia
  - Władysław Trebunia-Tutka – polski malarz i góralski muzyk znany z zespołu Trebunie-Tutki (ur. 1942)[255]
- 5 grudnia
  - Dave Brubeck – amerykański pianista i kompozytor jazzowy (ur. 1920)[256]
- 6 grudnia
  - Ed Cassidy – amerykański muzyk jazzowy i rockowy, perkusista grupy Spirit (ur. 1923)[257]
  - Huw Lloyd-Langton – brytyjski gitarzysta rockowy, muzyk zespołu Hawkwind (ur. 1951)[258]
- 8 grudnia
  - Hal Schaefer – amerykański pianista i kompozytor jazzowy (ur. 1925)[259]
- 9 grudnia
  - Jenni Rivera – meksykańsko-amerykańska piosenkarka (ur. 1969)[260]
  - Charles Rosen – amerykański pianista, muzykolog, pedagog muzyczny (ur. 1927)[261]
- 10 grudnia
  - Lisa Della Casa – szwajcarska śpiewaczka operowa (ur. 1919)[262]
- 11 grudnia
  - Ravi Shankar – indyjski kompozytor i wirtuoz gry na sitarze (ur. 1920)[263]
  - Galina Wiszniewska – rosyjska śpiewaczka operowa (ur. 1926)[264]
- 12 grudnia
  - Eddie Burns – amerykański muzyk bluesowy (ur. 1928)[265]
- 13 grudnia
  - Gil Friesen – amerykański promotor muzyczny i filmowy (ur. 1937)[266]
  - Otto Ketting – holenderski kompozytor i trębacz (ur. 1935)[267]
- 19 grudnia
  - Inez Andrews – amerykańska piosenkarka gospel (ur. 1929)[268]
- 20 grudnia
  - Jimmy McCracklin – amerykański muzyk bluesowy, pianista, wokalista i kompozytor (ur. 1921)[269]
- 21 grudnia
  - Lee Dorman – amerykański basista rockowy, muzyk zespołów Captain Beyond i Iron Butterfly (ur. 1942)[270]
- 22 grudnia
  - Mike Scaccia – amerykański muzyk rockowy, gitarzysta grup: Ministry, Rigor Mortis, Revolting Cocks (ur. 1965)[271]
  - Marva Whitney – amerykańska piosenkarka funkowa (ur. 1944)[272]
- 23 grudnia
  - Michał Bobrowski – polski satyryk, scenarzysta, reżyser, autor tekstów piosenek, pomysłodawca Spotkania z Balladą (ur. 1927)[273]
- 24 grudnia
  - Richard Rodney Bennett – angielski kompozytor (ur. 1936)[274]
  - Ray Collins – amerykański muzyk, piosenkarz (ur. 1936)[275]
- 26 grudnia
  - Fontella Bass – amerykańska piosenkarka soulowa i rhythm and bluesowa (ur. 1940)[276]
- 27 grudnia
  - Lloyd Charmers – jamajski muzyk ska i reggae; piosenkarz, klawiszowiec, kompozytor, producent muzyczny (ur. 1938)[277]
- 28 grudnia
  - Jayne Cortez – afroamerykańska artystka jazzowa, poetka i performerka (ur. 1934)[278]
- 29 grudnia
  - Mike Auldridge – amerykański wokalista i gitarzysta country, jazzowy i rockowy (ur. 1938)[279]

## Albumy
- 27 stycznia – Born to Die – Lana Del Rey[280]
- 30 stycznia
  - Beyond Magnetic (EP) (wersja CD) – Metallica[281]
- 31 stycznia
  - Old Ideas – Leonard Cohen[282]
- 6 lutego
  - Show Time – Lombard[283]
  - ZWO – Mech[284]
- 6 lutego – Kisses on the Bottom – Paul McCartney[285]
- 14 lutego – MY – Edyta Górniak[286]
- 20 lutego – How About I Be Me (And You Be You)? – Sinéad O’Connor[287]
- 5 marca
  - Giants – The Stranglers[288]
  - Myśliwiecka – Artur Andrus[289]
- 8 marca – Od pacyfizmu do ludobójstwa – Apteka[290]
- 12 marca – Me & My Guitar – Grzegorz Skawiński[291]
- 16 marca – MDNA – Madonna[292]
- 20 marca – Nic mnie nie rusza – Elektryczne Gitary[293]
- 2 kwietnia – MMXII – Killing Joke[294]
- 3 kwietnia – Pink Friday: Roman Reloaded – Nicki Minaj[295]
- 21 kwietnia – ExtraVertik – AbradAb[296]
- 27 kwietnia – Inspire – Jack Vidgen[297]
- 15 maja – Trespassing – Adam Lambert[298]
- 10 lipca – channel ORANGE – Frank Ocean[299]
- 14 sierpnia – Na krawędzi – Jula[300]
- 3 września – Frruuu – Blade Loki[301]
- 4 września – Siła i honor – Paweł Kukiz[302]
- 7 września – #3 – The Script[303]
- 18 września – Epicloud – Devin Townsend[304]
- 1 października – The 2nd Law – Muse[305]
- 5 października – Symfonicznie – Dżem[306]
- 9 października – Gitarą i piórem – Karpacz 2011 (różni wykonawcy)[307][308]
- 23 października – Siesta 8: muzyka świata & stare radio – różni wykonawcy[309][310]
- 24 października – V opilosti – Marek Ztracený[311]
- 29 października – Oui Oui Si Si Ja Ja Da Da – Madness[312]
- 9 listopada – Lotus – Christina Aguilera[313]
- 19 listopada – Unapologetic – Rihanna[314]
- 20 listopada – Live Trax 12 – Maciej Balcar[315]
- 26 listopada – Feelings – Krzysia Górniak[316]
- 27 listopada – Podróż na Wschód – Armia[317]
- 3 grudnia
  - The Early Bedroom Sessions – Basshunter[318]
  - Monkey Me – Mylène Farmer[319]
- 12 grudnia – Wydobycie – One Million Bulgarians[320]
- 19 grudnia – #1 – Demy

Albumy wydane w 2012 r. bez ustalonej dokładnej daty:
- Polska gol vol. 2  – różni wykonawcy

## Filmy muzyczne
- 13 kwietnia – StreetDance 2 3D, melodramat muzyczny, reżyseria: Max Giwa, Dania Pasquini[321]
- 21 września – Jesteś Bogiem, muzyczny, dramat społeczny, reżyseria: Leszek Dawid[322]

## Nagrody
- 12 lutego – 54. gala rozdania nagród amerykańskiego przemysłu muzycznego Grammy, Staples Center, Los Angeles[323]
- 26 kwietnia – Fryderyki 2012[324]
- 26 maja – 57. Konkurs Piosenki Eurowizji – Loreen „Euphoria”
- 27 października – Grand Prix Jazz Melomani 2011, Łódź, Polska
- 1 listopada – ogłoszenie zwycięzcy Barclaycard Mercury Prize 2012 – grupa Alt-J za album An Awesome Wave[325]
- 17 grudnia – Mateusze Trójki 2012[326]
  - Muzyka Rozrywkowa – Wydarzenie – Katarzyna Nosowska
  - Muzyka Jazzowa – Całokształt osiągnięć twórczych – Tomasz Stańko